# Campinas (São José)
Campinas é um bairro do município catarinense de São José. O bairro dá nome ao distrito de Campinas, formado também pelo bairro Kobrasol. Juntos, os dois bairros formam a área urbana mais verticalizada, e, efetivamente, a grande centralidade de São José.
Possui 13.272 habitantes, segundo dados do IBGE. Seus limites são o bairro florianopolitano de Capoeiras, o Kobrasol - apesar deles estarem tão ligados que é difícil saber onde se dividem - e as rodovias BR-101 e Via Expressa (BR-282)
O bairro era, anteriormente, formado por fazendas e sediava o Aeroclube de Santa Catarina. Com a construção do Kobrasol no lugar do Aeroclube e a influência do novo bairro, Campinas se urbanizou. Importantes equipamentos públicos, comércios e serviços estão instalados no bairro, como a Policlínica de Campinas e o Centro Multiuso de São José.